# Osen (Bucht)
Osen (norwegisch für Auslass) ist eine Bucht an der Prinz-Harald-Küste des ostantarktischen Königin-Maud-Lands. Am Ostufer der Lützow-Holm-Bucht liegt dieses seeähnliche Gewässer im nördlichen Teil der Halbinsel Skarvsnes und öffnet sich zur Bucht Byvågen.
Norwegische Kartografen, die ihr auch ihren Namen gaben, kartierten sie anhand von Luftaufnahmen, die während der Lars-Christensen-Expedition 1936/37 entstanden.